# Aurora: The Secret Within
Aurora: The Secret Within là tựa game phiêu lưu trỏ và nhấp có nội dung liên quan đến sự kiện UFO tại Roswell do công ty BluMiAl Studio của Ý phát triển và được hãng Lexicon Entertainment phát hành vào năm 2008.

## Sản xuất
Hãng BluMiAl Studio của Ý do Michel Palucci và Alessio Restaino lập nên; Aurora là dự án đầu tay của họ. Trò chơi này được thiết kế nằm trong chương trình Adventure Maker.
Game ban đầu được hứa hẹn ra mắt vào mùa hè năm 2007. Bên cạnh đó, phiên bản tiếng Nga được phát hành tại Nga, Cộng đồng các Quốc gia Độc lập và các nước Baltic dự kiến ra mắt vào tháng 12 năm 2007. Ngày 13 tháng 3 năm 2008, Aurora: The Secret Within đạt vị trí vàng và được ấn định ngày phát hành là ngày 25 tháng 4 năm 2008. Tri Synergy phụ trách phát hành game này ở Bắc Mỹ.

## Cốt truyện và lối chơi
Cốt truyện xoay quanh vụ rơi UFO tại Roswell.  Game đưa người chơi hóa thân vào vai nhân vật chính là viên thám tử mang tên Pileggi được giới chức địa phương Roswell cho gọi đến để hợp tác điều tra vụ mất tích kỳ lạ của một nông dân sinh sống nơi đây.
Game thuộc thể loại phiêu lưu trỏ và nhấp từ góc nhìn của các nhân vật chính. Phong cách và chủ đề của trò chơi giống với dòng game Tex Murphy. Người chơi điều hướng theo kiểu chơi của tựa game Myst.

## Đón nhận phê bình
Trước khi phát hành, Adventure Archiv bị thu hút theo cách mà các nhà phát triển mang đến sự đổi mới dành cho câu chuyện được chuyển thể từ sự kiện Roswell.
Technopolis cảm nhận tựa game này hơi nghiệp dư. Adventure Classic Gaming nghĩ rằng bản địa hóa bị nhầm lẫn của trò chơi - một nửa bằng tiếng Anh và một nửa bằng tiếng Ý là một cản trở lớn đối với sự thưởng thức tựa game của người chơi. Adventure Archiv mô tả tựa game này là một bản phát hành độc lập đầu tay đầy hứa hẹn và khuyến khích nhóm phát triển tiếp tục phát huy tài năng của mình. Adventure Planet nghĩ rằng tựa game này là một "sản phẩm thử nghiệm làm thủ công hoàn toàn" do hai người thực hiện mà không tốn chi phí cho dù họ đánh giá cao sự táo bạo của nhóm này. Adventure Treff không khuyến khích trò chơi này ngay cả với những người hâm mộ thể loại game phiêu lưu.
Trò chơi này đạt được "thành công vang dội ở châu Âu và châu Á".